# Relazioni bilaterali tra Panama e Uruguay
Le relazioni bilaterali tra Panama e Uruguay sono le relazioni diplomatiche tra la Repubblica di Panama e la Repubblica Orientale dell'Uruguay. Entrambi i paesi sono membri dell'Organizzazione degli Stati americani. 

## Storia
Appena una settimana dopo la sua separazione dalla Colombia, il 10 novembre del 1903, la Repubblica di Panama inviò una lettera (attraverso il suo ministro degli affari esteri, Francisco Vicente de la Espriella) al governo della Repubblica Orientale dell'Uruguay, chiedendone il riconoscimento diplomatico. I due Stati stabilirono legami diplomatici il 28 ottobre del 1904.
Il 15 ottobre del 1912 l'Uruguay nominò Guillermo Irarrazaval Smith console a Panama. Panama rispose nominando Rodolfo Castella come suo console in Uruguay. Tuttavia, nessuno dei due uomini spostò la propria residenza nel paese di missione. Castella fu accreditato come console dell'Uruguay a Panama il 10 novembre del 1914, ma poiché non occupò la sua posizione di console, il governo panamense annullò il suo accreditamento nel luglio del 1915.
Alla fine del 1918 Baltasar Brum, ministro degli affari esteri e presidente eletto dell'Uruguay, visitò Panama. Lo scopo della visita è sconosciuto, ma un banchetto ufficiale fu organizzato in suo onore a Panama.

## Istituzione di missioni diplomatiche
Il 13 marzo del 1924 il governo panamense decise di istituire una legazione in Uruguay. L'inviato panamense a Buenos Aires, Juan Ehrman Lefevre, fu nominato rappresentante di Panama verso l'Uruguay. Nel gennaio del 1925 Panama nominò Magín Pons console onorario a Montevideo.
Nel gennaio del 1927 il governo uruguaiano decise di istituire un consolato generale con sede a Città del Messico, la cui giurisdizione includeva Panama.
Entrambi i paesi fanno parte del gruppo dei 77.